# Jan Janssens

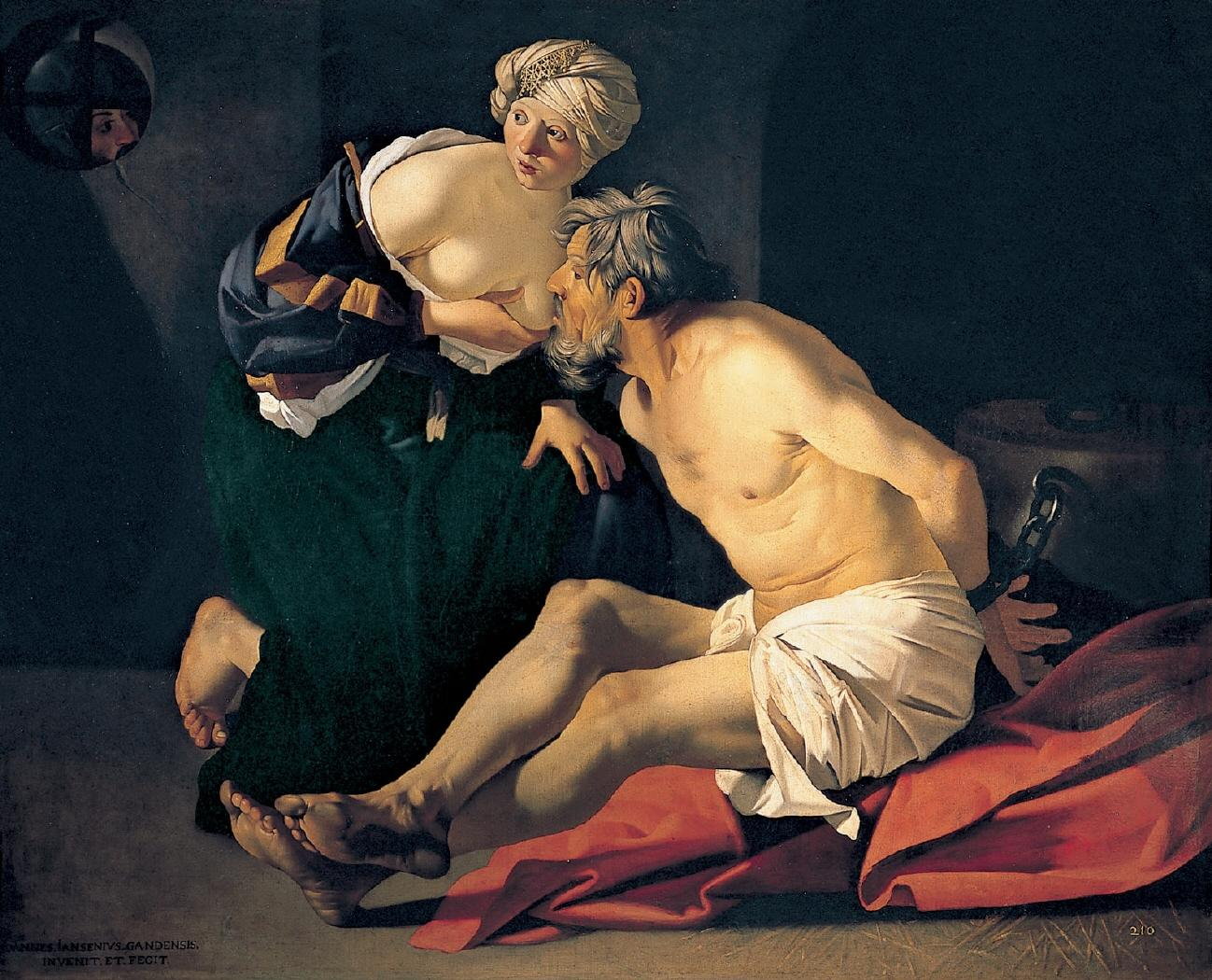
La Caridad romana, firmado «IOANNES IANSENIUS GANDENSIS / INVENIT ET FECIT», óleo sobre lienzo, 173 x 215 cm, Madrid, Real Academia de Bellas Artes de San Fernando.

Jan Janssens (Gante, 1590-c. 1650) fue un pintor barroco flamenco, considerado máximo representante del caravaggismo de Gante.
Bautizado en Gante el 7 de agosto de 1590, no se tienen noticias de su formación como pintor. En torno a 1619-1620 residió en Roma donde entró en contacto con los caravaggistas de Utrecht Gerard van Honthorst y Dirck van Baburen, de quien copió la Caridad romana (Real Academia de Bellas Artes de San Fernando). En 1621 se encontraba de vuelta en Gante y fue admitido como maestro en el gremio de San Lucas, del que ejerció como decano en el curso 1634/1635 y de nuevo en 1646. En 1623 contrajo matrimonio con Petronilla Rop, con quien tuvo seis hijos.
Introductor del estilo caravaggista en Gante, trabajó principalmente en la pintura religiosa de gran formato y fuerte impacto emocional, de lo que es buen ejemplo el  Cristo coronado de espinas de la iglesia de Onze-Lieve-Vrouw Sin-Pieterskerk de Gante o el Martirio de Santa Bárbara de la iglesia de San Miguel, en un estilo de inmisericorde realismo según lo definió Hans Vlieghe.